# Palm Beach (Florida)
Palm Beach is een Amerikaans stadje gelegen in Palm Beach County (Florida), zo’n 100 kilometer ten noorden van Miami, op een 25 kilometer lange en gemiddeld 400 meter brede zandbank tussen de Intracoastal Waterway en de Atlantische Oceaan. De Intracoastal Waterway scheidt Palm Beach van buursteden West Palm Beach en Lake Worth. Er zijn zo'n 10 000 inwoners het hele jaar rond en in de winter zo'n 30 000.

## Geschiedenis
De stad werd gesticht door Henry Morrison Flagler, een van de oprichters van Standard Oil, hij maakte het zandbankeiland bereikbaar via een spoorweg. Er werden twee luxueuze hotels gebouwd. West Palm Beach werd opgericht als dienstenstad maar is intussen uitgegroeid tot een grotere stad dan Palm Beach.
De stad werd een drukbezocht oord tijdens de winter waar mensen uit het koudere noorden willen overwinteren in het warme Florida.

## Plaatsen in de nabije omgeving
De onderstaande figuur toont nabijgelegen plaatsen in een straal van 8 km rond Palm Beach.

## Geboren
- Peggy Stewart (1923-2019), actrice
- Forrest Landis (1944), acteur
- Paul Denino (Ice Poseidon), youtuber

## Overleden
- Saul Goodman (1907-1996), paukenist
- Iris Apfel (1921-2024), interieurontwerpster en mode-icoon
- Brian Mulroney (1939-2024), Canadees premier